# Joseph Holt Ltd
Joseph Holt Ltd, bryggeri i Cheetham, Greater Manchester, Storbritannien. Bryggeriet producerar öl av olika märken och invigdes 1849. 

## Exempel på varumärken
- Mild Ale
- Bitter
- Hop Garden Gold